# Hörgenbach (Markt Indersdorf)
Hörgenbach ist ein Gemeindeteil des Marktes Markt Indersdorf im oberbayerischen Landkreis Dachau.

## Geographie
Der Weiler liegt am südwestlichen Rand der Gemeinde auf der Gemarkung Hirtlbach, etwa fünf Kilometer westlich des Zentrums von Markt Indersdorf am nördlichen Talhang der Glonn, die hier vom Hofer Graben gespeist wird. Eine 900 Meter lange Stichstraße führt zur nördlich verlaufenden Kreisstraße DAH 17.

## Geschichte
Die erste sichere Nennung Hörgenbachs datiert von 1334. Damals stellte die Familie des Ritters Eberhardt von Eisenhofen zu Hof ihren „hoff daz Hörgenbach, den der Aubinger da pawt“ (= bewirtschaftet), dem Stift Indersdorf als Sicherheit. In der Folgezeit gingen alle drei Höfe in Klosterbesitz über. Von 1466 bis 1783 befand sich der Weiler im Besitz des Stifts Indersdorf. Das vierte kleine Anwesen (Haus-Nr. 32), ursprünglich ein Leerhäusl, entstand erst 1725 auf Grund der Pfarrkirche St. Valentin zu Hirtlbach.

### Gemeindegebietsreform
Am 1. Juli 1972 wurde die damalige Gemeinde Hirtlbach mit ihren Gemeindeteilen Hirtlbach, Hörgenbach und Neusreuth und einem Gemeindegebiet von 431 Hektar nach Markt Indersdorf eingemeindet.

## Religion
Hörgenbach gehörte früher zur Pfarrei Hirtlbach (erstmals 1315 genannt), zusammen mit Eisenhofen, Hof, Hörgenbach und Riedhof.